# Hôtel de glace (Jukkasjärvi)
Pour les articles homonymes, voir Hôtel de glace (homonymie).
L'Hôtel de glace de Jukkasjärvi est un hôtel situé à Jukkasjärvi, à une dizaine de kilomètres à l'est de Kiruna, en Suède, sur les rives du fleuve Torne. L'hôtel est chaque année reconstruit avec de la glace et de la neige. Il est ouvert de décembre à avril et fond au printemps, pour retourner à celle que l'on appelle sur place « la Mère de l'Hôtel de glace ». Il s'agit du plus grand hôtel de glace au monde.

## Histoire
En février 1990, un premier bâtiment en glace fut construit à Jukkasjärvi et il accueillit une exposition d'art.
En 1992, le nombre de visiteurs dépassa les capacités d'hébergement de la ville et certains d'entre eux purent dormir dans le hall d'exposition. Malgré le froid et le manque de confort, les visiteurs furent ravis de cette expérience. 
Le hall d'exposition fut transformé par la suite en hôtel.
L'hôtel de Jukkasjärvi fut le premier hôtel au monde construit en glace. D'autres hôtels de ce genre ont vu le jour depuis au Québec, en Norvège et en Finlande.
L'hôtel appartient à la société Icehotel AB (anciennement appelée Jukkas AB).

## Construction
À partir du mois de mars, 5 000 tonnes de glace sont extraites du fleuve, puis conservées par blocs de deux tonnes dans deux entrepôts à une température comprise entre - 8 et - 5 degrés Celsius. La construction nécessite également 30 000 tonnes de neige.
La construction débute à l'automne et l'hôtel ouvre début décembre. 
L'hôtel ferme au mois d'avril et fond au printemps.
Les constructeurs de l'hôtel cherchent à réduire au minimum son impact sur l'environnement et il est entièrement alimenté par des énergies renouvelables.

## Aménagement de l'Hôtel
Le nombre de chambres varie selon les années. En 2012, l'hôtel comporte 16 suites et 49 chambres. Les 16 suites sont décorées chaque année par des artistes venant du monde entier. 
La température à l'intérieur de l'hôtel étant proche de -5 °C, chaque lit est équipé d'un sac de couchage.
L'hôtel contient également un bar et une chapelle.
Pour l'anecdote, l'hôtel doit désormais inclure des alarmes incendie à la demande des autorités suédoises. Ce n'est évidemment pas la glace qui risque de brûler, mais plutôt certains objets (comme les oreillers ou les affaires des clients) qui peuvent s'enflammer, et la propagation des fumées est à éviter.

## L'Hôtel de glace à la télévision
- Coup de foudre à Noël d'Arnauld Mercadier (avec Julie de Bona et Tomer Sisley)
- Invitation au voyage « Les Suédois brisent la glace » (2020)[1] un épisode d'Invitation au voyage, série documentaire d'Arte